# Antony Tudor
Antony Tudor   (Londres, 4 d'abril de 1908 - Nova York, 19 d'abril de 1987) va ser un coreògraf, professor i ballarí anglès de ballet.
Tudor va néixer com a William Cook a Londres. Va descobrir la dansa accidentalment. La primera visió de Tudor al ballet professional va ser en els seus anys adolescents quan va veure per primera vegada els Ballet Russes de Diaghilev. Va ser testimoni del ballarí Serge Lifar del Ballet Diaghilev a l'Apollon Musagète de Balanchine el 1928. Més tard, el Ballet Russes li va fer conèixer a Anna Pavlova, qui va inspirar encara més el seu viatge en el món de la dansa. Tudor va acudir a Cyril W. Beaumont, el propietari d'una botiga de llibres de ballet al districte de Charing Cross Road, a Londres, per obtenir assessorament sobre formació i se li va encarregar d'estudiar amb Marie Rambert, una antiga ballarina de Ballet Diaghilev que va ensenyar el mètode Cecchetti.
Va començar a ballar professionalment amb Marie Rambert el 1928, convertint-se en assistent general del seu Ballet Club l'any següent. Una coreògrafa precoç, als vint-i-tres anys va crear per als seus ballarins "Cross Garter'd", després Lysistrata, Els Planetes i altres obres al petit "Mercury Theatre, Notting Hill Gate" i els seus dos més revolucionaris, el Jardin aux lilas (Lilac Garden). i Dark Elegies, abans dels trenta anys, ell mateix ballant els papers principals.
El 1938 va fundar el "London Ballet" amb membres del Rambert, entre els quals es trobava la seva futura parella de vida, Hugh Laing, Andrée Howard, Agnes de Mille, Peggy van Praagh, Maude Lloyd i Walter Gore. Amb el començament de la Segona Guerra Mundial, el 1940 va ser convidat amb ells a Nova York, unint-se al reorganitzat "Ballet Theatre" de Richard Pleasant i Lucia Chase. La companyia de Chase es va convertir més tard en el "American Ballet Theatre", amb el qual Tudor va estar estretament relacionat durant la resta de la seva vida.
Va ser coreògraf resident al "Ballet Theatre" durant deu anys, restituint algunes de les seves obres anteriors, però també va crear noves obres, el seu gran Pillar of Fire (1942), Romeo and Juliet, Dim Lustre and Undertow, en aquesta companyia a finals de la guerra. Retir-se de la dansa el 1950, va dirigir la facultat de la "Metropolitan Opera Ballet School", va impartir classes a la "Juilliard School" de manera recurrent des de 1950 i va ser director artístic del "Royal Ballet Suec" de 1963 a 1964. Va coreografiar tres obres per al "New York City Ballet". Tudor va continuar la seva carrera docent com a professor de tècnica de ballet al departament de dansa, a la Universitat de Califòrnia, Irvine des de 1973 (obra reduïda per una greu afecció cardíaca), mentre es reincorporava a l'"American Ballet Theatre" el 1974 com a director artístic associat, creant The Leaves Are Fading and Tiller In the Fields, la seva última obra important, el 1978. Amb Laing, va continuar la seva residència estacional a Laguna Beach, Califòrnia.
Entre les muses per a les quals es van crear ballets específics, es troben Maude Lloyd, Hugh Laing i Nora Kaye. Si bé no es van crear ballets específics per a ells, Diana Adams i Sallie Wilson també es poden considerar muses de Tudor.

Com a professor, Tudor era conegut per centrar-se en detalls físics i psicològics per allunyar l'ego, permetent que el ballarí sigui empescat fora de la seva zona de confort i estengués el seu potencial. En una entrevista amb Dick Cavett, Tudor va dir: 
| « | "Has de desfer-te dels manies personals per arribar al personatge del ballet i els ballarins no volen deixar-se sortir. Derrocar una persona no és difícil. Però no els podeu descompondre tret que estigueu disposats a recollir les cendres de seguida i convertir-les en el Fènix. Això és el més difícil. Esteu tremendament temptats de posar-les planes i de seguir-les." | » |

Tudor va obtenir una medalla d'arts creatives per la Universitat de Brandeis, els premis "Dance Magazine i Capezio", el Medalló Handel de la ciutat de Nova York i els Kennedy Center i el "Dance/USA National Honors". Tudor va ser introduït a la sala de fama de Mr. & Mrs. Cornelius Vanderbilt Whitney al Museu Nacional de Dansa el 1988.

## Obra
Tudor és generalment acceptat com un dels grans originals de les formes de dansa moderna. Juntament amb George Balanchine, se'l considera un transformador principal del ballet en un art modern, però d'un geni que utilitza, més que no pas procediments, formes de ballet. La seva obra es considera generalment una expressió moderna "psicològica", però, com el seu creador, d'austeritat, elegància i noblesa, utilitzant notablement principalment només formes clàssiques. Mikhail Baryshnikov va dir: "Fem ballets de Tudor perquè cal. L'obra de Tudor és la nostra consciència." Tudor, un budista zen disciplinat, va morir el diumenge de Pasqua a la seva residència al Primer Institut Zen d'Amèrica, amb 79 anys.
Trenta danses de Tudor han estat documentades a Labanotation Dance Notation Bureau's per la "Dance Notation Bureau". El material introductor de les partitures conté història de les danses, llistes de repartiment, notes estilístiques, antecedents sobre Tudor i informació necessària per escenificar les obres (vestuari, muntatges, il·luminació, música).
L'"Antony Tudor Ballet Trust" es va crear per continuar escenificant les obres de Tudor. El seu nomenat va ser Sally Brayley Bliss com a únic fideïcomissari dels seus ballets després de la seva presentació a la Cort dels Subrogats de l'Estat de Nova York el 1987.
El trust inclou els següents: Diana Byer, John Gardner, Airi Hymninen, James Jordan, Donald Mahler, Amanda McKerrow, Christopher Newton, Kirk Peterson, David Richardson, Willy Shives, Lance Westwood, Celia Franca (in memoriam) i Sallie Wilson (en memòria). Tara McBride és l'administrador del "trust".